# 浅田家寿郎
浅田家 寿郎（あさだや じゅうろう、1901年 - 1980年）は、昭和期に活躍した漫才師。本名は竹田 幾之助。

## 人物
大阪府大阪市南区河原町（現在の中央区）で生まれ、7歳で狂言で初舞台を皮切りに歌舞伎、新派新劇、俄、黒子などを経験。24歳で漫才に転向して浅田家朝日に入門し、浅田家十郎を名乗って後に妻になる浅田家朝菊と組んだ。
ミスワカバ、戦後は林田十郎と名前が紛らわしいので浅田家寿郎と改名して戎橋松竹に出演し、深田繁子 を2年、浮世亭歌楽を3年とコンビを変える。
千日劇場後に吉本興業が演芸場を復活させると専属になり、美山なをみを3年、星ララ子、守住田鶴子、二葉家美千子とコンビを変えた。吉本の劇場では人生幸朗・生恵幸子、中田ダイマル・ラケットほどの活躍はないものの古老として秋山右楽・左楽、花柳つばめ・浪花松枝（花柳つばめ・浪花松枝）、一輪亭花蝶・松原勝美などと共に淡々と舞台を勤めた。